# صبغ (علم أحياء)

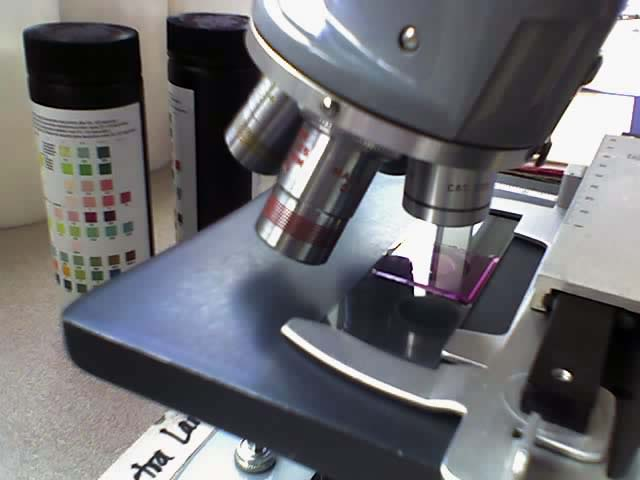

الصَّبْغ أو التَّلْوِين هو تقنية في علم الأحياء تَهْدِفُ إلى رفع التباين في العينات، عادةً في المستوى المجهري. وكثيرا ما تستخدم أصباغ وملونات في البيولوجيا والطب لتسليط الضوء على بنية الأنسجة البيولوجية، وتتم لمساعدة المجاهر المختلفة. يمكن أن تستخدم لتحديد البقع وفحص الأنسجة السائبة (تسليط الضوء ، على سبيل المثال ، ألياف العضلات أو النسيج الضام) ، أو تعداد الخلايا (تصنيف خلايا الدم المختلفة ، على سبيل المثال) ، أو العضيات في الخلايا الفردية.